# Гломеративен падеж
Гломеративен падеж е термин употребяван от някои български диалектолози за обозначаване на сборен обектен падеж, който изключва дателния, който според тях представя по-точно падежът, противопоставящ се на именителния и дателния в тричленни падежни системи, като българския език.
Терминът гломеративен падеж не успява да се наложи убедително в морфологията, където обикновено се употребяват терминът винителен падеж и по-рядко родително-винителен падеж.